# جما باوری
جما باوری (به انگلیسی: Gemma Bovery) فیلمی محصول سال ۲۰۱۴ و به کارگردانی آن فونتن است. در این فیلم بازیگرانی همچون جما آرترتون، جیسون فلمینگ، مل رایدو، فابریس لوکینی، ایزابل کاندلیر، نیلس اشنایدر، السا زیلبرشتاین، پیپ تورنس، کیسی موتت کلاین، ادیت اسکوب و پاسکال آربیو ایفای نقش کرده‌اند.